# 2017年の朝鮮民主主義人民共和国
2017年の朝鮮民主主義人民共和国（2017ねんのちょうせんみんしゅしゅぎじんみんきょうわこく、朝鮮語: 2017년 조선민주주의인민공화국）では、2017年（主体106年）の朝鮮民主主義人民共和国（北朝鮮）に関する出来事について記述する。

## 最高指導者等
- 最高指導者（労働党委員長、国務委員長）
  - 第3代: 金正恩（2011年12月17日 - ）
- 最高人民会議常任委員会委員長
  - 第3代: 金永南（1998年9月5日 - 2019年4月11日）
- 内閣総理
  - 第5代: 朴奉珠（2013年4月1日 - 2019年4月11日）

## できごと

### 2月
- 2月13日 - 北朝鮮最高指導者金正恩の異母兄である金正男、マレーシアのクアラルンプール国際空港で殺害される[1][2]。

### 3月
- 3月7日 - 朝鮮民主主義人民共和国が、マレーシア大使館に出国禁止を通知[3]。

### 4月
- 4月5日 - 朝鮮民主主義人民共和国(北朝鮮)は、咸鏡南道・新浦付近から弾道ミサイルとみられる飛翔体1発を日本海方面に向け発射[4]。
- 4月29日 - 北朝鮮は午前5時半ごろ、西部から弾道ミサイル1発を発射。アメリカ太平洋軍・韓国軍合同参謀本部などによると、ミサイルは北朝鮮の領域を出なかったとしていて、空中分解し失敗に終わったとみられる[5]。

### 5月
- 5月14日 - 午前4時58分頃(UTC+8:30)、北朝鮮、新型中距離弾道ミサイル「火星12」1発を発射。日本海に落下[6][7]。
- 5月21日 - 午後4時29分頃(UTC+8:30)、北朝鮮、弾道ミサイル1発を発射。日本海に落下したと推定[8]。
- 5月29日 - 午前5時10分頃(UTC+8:30)、北朝鮮、日本海に向けて弾道ミサイル1発を発射。日本の排他的経済水域（EEZ）内に落下と推定[9][10]。

### 6月
- 6月2日 - 国連安全保障理事会は、北朝鮮による相次ぐ弾道ミサイル発射を強く非難し、北朝鮮の14個人と4団体を資産凍結や渡航禁止の制裁対象に追加指定する決議を全会一致で採択した[11]。
- 6月8日 -  北朝鮮が6時20分頃、元山付近から日本海に向けて地対艦巡航ミサイル数発を発射。飛行距離は約200キロ、高度は約2キロ[12]。
- 6月16日 - 北朝鮮に昨年拘束され、6月に昏睡状態で解放されたアメリカの大学生、オットー・ワームビア氏について、治療にあたっているオハイオ州シンシナティの医師団が会見し、脳細胞の多くが壊死していることを発表。ワームビア氏はその後、19日に死去[13][14]。
- 6月28日 - 朝鮮中央通信によると、北朝鮮の国家保衛省など3機関が、朴槿恵前大統領に対し「極刑に処す」と声明を出し、身柄の引き渡しを韓国当局に要求したという[15]。

### 7月
- 7月4日 - 北西部の平安北道亀城市付近から日本海方向に向けて弾道ミサイル1発を発射。930キロあまり飛行し、日本の排他的経済水域内に着水したとみられている。北朝鮮国営メディアは同日、特別重大報道を発表し大陸間弾道ミサイルの発射実験に成功したと伝えた[16]。
- 7月28日 - 午後2時45分（日本時間同11時45分）に前川郡舞坪里から大陸間弾道ミサイル（ICBM）を発射。約45分の飛行で、高度は約3千キロ。約1千キロを飛翔し、奥尻島から北西150キロほどにある日本の排他的経済水域に落下。SAISは今回のミサイルはより低い角度で打ち上げた場合、9千〜1万キロと米本土に到達するものであり、火星14の2段目ロケットを大型化して高推力エンジンを備えたものと完全に一致するとの分析を発表。一方、ロシア国防省は、今回のミサイルを中距離弾道ミサイルであるとの声明を出した[17][18]。

### 8月
- 8月5日 - 国際連合安全保障理事会、北朝鮮の石炭、鉄、鉄鉱石、鉛、鉛鉱石、海産物の輸出を全面的に禁止するアメリカ提案の制裁決議を全会一致で採択[19]。
- 8月8日
  - アメリカ、ワシントン・ポスト紙(電子版)が、北朝鮮がICBMに搭載できる小型核弾頭の開発に成功し、最大60発の核兵器を保有しているとアメリカ国防情報局が分析していると報じた。これを受けて、トランプ大統領は「世界が見たこともないような炎と怒りに見舞われることになる」という警告を発した[20]。
  - 朝鮮中央通信、北朝鮮の朝鮮人民軍がアメリカ・トランプ政権の対北圧迫を避難し、中距離弾道ミサイル「火星12」を以てグアム島を砲撃する作戦を検討していると発表。併せて、敵基地攻撃能力に言及した小野寺五典防衛大臣や安倍晋三首相を非難し、「日本列島ごときは一瞬で焦土化できる能力を備えて久しい」と威嚇する記事も報じた[21]。
- 8月10日 - 朝鮮中央通信、2015年に同国で身柄を拘束され、無期労働教化刑（無期懲役に相当）に処されていた韓国系カナダ人牧師のイム・ヒョンス（林賢洙）を医療上の理由として釈放したと報道。同氏は12日に帰国[22][23]。
- 8月15日 - 朝鮮中央通信、朝鮮人民軍戦略軍司令部を視察した金正恩委員長が、「愚かな米国の行動をもう少し見守る」と、グアム島近辺へのミサイル発射計画を保留する姿勢を見せた[24]。
- 8月26日 - 北朝鮮、東部江原道旗対嶺付近から3発の短距離弾道ミサイルと思しき飛翔体を発射。そのうち2発が北東方向に約250kmほど飛翔した[25][26]。
- 8月29日 - 北朝鮮、平壌近郊の順安から弾道ミサイル1発が北東方向に発射され、飛距離約2700km、最高高度約550kmに達し、北海道襟裳岬東方約1180km、日本の排他的経済水域外である太平洋上に落下した。ミサイルは日本海上で3つに分離した可能性があり、小野寺五典防衛大臣は北朝鮮からの発射予告はなかったこと、ミサイルは軌道からロフテッド軌道ではなく、「火星12号」ではないかという見方を示している[27]。
- 8月30日 - 朝鮮中央通信、前日の中距離弾道ミサイル「火星12」を発射した訓練を成功と報道。韓国併合から107年目に当たる前日の発射で、「日本人を驚がくさせる大胆な作戦計画」を実行したと発表。米韓軍の合同軍事演習を非難し、「グアム島をけん制する前奏曲となる」とアメリカを牽制した[28]。
- 8月31日 -  北朝鮮の中央裁判所報道官は、北朝鮮に批判的な記事を書いたとして、韓国・朝鮮日報と東亜日報の記者及び社長に対し、国家の権威を冒涜したとして極刑に処するという威圧の談話を声明[29]。

### 9月
- 9月2日 - 北朝鮮の羅先特別市とロシア、ウラジオストクを結ぶ万景峰号が、30日にロシア側への港湾使用料を滞納しているという理由で入港を拒否され、運航停止していることが判明[30]。
- 9月3日 - 北朝鮮北東部で強い揺れが観測され、同国が6回目の核実験を実施した可能性が指摘されている。同国は「水爆実験を成功させた」と発表した[31]。
- 9月5日 - アメリカのサラ・ハッカビー・サンダース報道官、記者会見で北朝鮮に対し、「すべての選択肢が机の上にあり、（朝鮮半島の非核化という）求めている結果を得られるまで維持し続ける」と警告。「今は北朝鮮との対話に焦点を当てて、多くの時間を費やす時ではない」と対話に消極的な姿勢を示した[32]。
- 9月7日 - メキシコ政府、北朝鮮の核実験強行に抗議し金炯吉駐メキシコ北朝鮮大使にペルソナ・ノン・グラータを通告。72時間以内に国外追放すると発表[33]。
- 9月9日 - YouTube、北朝鮮の宣伝サイト「Uriminzokkiri（わが民族同士）」のアカウントを停止[34]。
- 9月11日 - 国連安全保障理事会、北朝鮮に対する6度目の制裁決議を全会一致で採択。北朝鮮への石油精製品の供給、販売、移転に上限を定め、またコンデンセートや天然ガス液、繊維製品の全面禁輸、北朝鮮人労働者への就労許可発給の原則禁止などが定められた。ただ、金正恩朝鮮労働党委員長の資産凍結は見送られた[35][36]。
- 9月12日 - ペルー政府はキム・ハクチョル駐ペルー大使にペルソナ・ノン・グラータを通告。5日以内に国外追放すると発表。核実験強行に抗議。メキシコに次いで2カ国目[37]。
- 9月13日
  - ジョンズ・ホプキンス大学の北朝鮮分析サイト、38ノースは北朝鮮が3日に実施した核実験について、爆発の規模が各国政府の推定をはるかに上回る約250キロトンだったとの見解を発表。豊渓里の核実験施設で抑制可能と判断している最大値にも非常に近いとも指摘[38]。
  - 11日に韓国を訪問したエジプトのスィドキー・ソブヒ（英語版）国防相兼軍需産業相、宋永武国防部長官との対談で北朝鮮との軍事協力を「断絶している」と発言。駐在武官の派遣など韓国との関係強化の意向を示した[39]。
- 9月14日
  - 朝鮮アジア太平洋平和委員会は国連安保理での対北朝鮮制裁決議に関し、アメリカの制裁に便乗したと日本を非難し、「日本列島4島を核爆弾で海に沈めなければならない」と威嚇の声明。国連に対しても安保理の解散を要求し、国連を破壊して「廃墟と暗黒」にすると威嚇した[40]。
  - 韓国統一部、国連児童基金（ユニセフ）や世界食糧計画（WFP）を通し、北朝鮮に800万ドル（約9億円）の人道支援を検討していると声明[41]。
- 9月15日 - 平壌近郊の順安から日本時間6時57分頃に弾道ミサイル1発が北東方向に発射され、飛距離約3700km、最高高度約800kmに達し、北海道襟裳岬東方約2200km、日本の排他的経済水域外である太平洋上に落下した。菅義偉官房長官はロフテッド軌道ではないと指摘。自衛隊は迎撃措置を取らなかった[42]。
- 9月17日 - ニッキー・ヘイリー米国連大使、CNNの番組で外交的手段が尽きれば軍事的手段も辞さないと北朝鮮に警告。安保理でできることはやり尽くしたと、国連の対応にも限界がきたことも指摘した[43]。
- 9月18日 -  スペイン政府は駐スペイン北朝鮮大使にペルソナ・ノン・グラータを通告。9月30日までに国外退去を要求。核実験強行に抗議。メキシコ、ペルーに次いで3カ国目。また、中東湾岸諸国で唯一国交があるクウェートも、駐在する外交官を大使から臨時代理大使に格下げすることを発表[44][45]。
- 9月19日 - トランプ大統領が国連総会で初の一般討論演説。持論である米国第一主義を掲げる一方、北朝鮮やイランをならずもの体制と指摘し、北朝鮮の核・ミサイル開発問題を非難。金正恩委員長を「ロケットマンが自殺行為の任務を進めている」と批判し、「米国はあらゆる手段を講じて自国と同盟国を防衛する」と言明するとともに、軍事攻撃に踏み切る事態となれば「北朝鮮は完全に破壊される」と強調。国連加盟各国が安保理で決議された北朝鮮経済制裁を遵守することで、国連が一体となって核放棄に働きかけることを要請。また「日本人の13歳の少女が拉致された。彼女はスパイの養成に利用された」と横田めぐみさん拉致事件にも触れた。これに対し、慈成男国連大使は演説前に退席し抗議、イランもモハンマド・ジャヴァード・ザリーフ外相が「無知なヘイトスピーチだ」と批判[46][47]。
- 9月21日
  - トランプ大統領、北朝鮮と取引する企業・個人を対象とした制裁処置を行う大統領令に署名[48]。
  - 金正恩委員長が19日のトランプ大統領の国連総会演説を受けて、「史上最高の超強硬対応措置の断行を慎重に考慮する」と声明。北朝鮮の最高指導者が直々に声明を発表するのは初めて。また、国連総会に出席している李容浩外相はこの発言を受け、超強硬対応措置とは太平洋上での水爆実験ではないかと答えた[49][50]。
- 9月22日 - 台湾行政院、台湾企業と北朝鮮との貿易を全面禁止とする制裁処置を行うと発表[51]。
- 9月23日 - グアム・アンダーセン空軍基地からのB-1戦略爆撃機と、護衛として嘉手納飛行場からのF-15戦闘機数機が北朝鮮東岸沖の国際水域上空を飛行。アメリカ国防総省は軍事境界線沿いの非武装地帯（DMZ）の最も北まで飛行したと強調[52]。
- 9月24日
  - アメリカ合衆国大統領ドナルド・トランプ、6カ国の入国を禁ずる大統領令13769号を更新する大統領令13780号（英語版）に署名。以前の6カ国からスーダンが除外され、新たに北朝鮮、ベネズエラ、チャドを追加[53]。
  - 国連総会で北朝鮮、李容浩外相による一般討論演説。19日のトランプ大統領演説を批判し、弾道ミサイルによる先制攻撃を辞さない姿勢を見せた。トランプ大統領を「誇大妄想で独りよがりな、精神的に錯乱した人物」と罵倒し、核・ミサイル開発の正当性を主張。アメリカとの対決姿勢を鮮明にした[54]。
- 9月25日 - マレーシア外務省、同国民の北朝鮮渡航を禁止する処置を発表[55]。

### 10月
- 10月1日 - イタリアのアンジェリーノ・アルファノ外務大臣、ミサイル発射や核実験に抗議するため、北朝鮮が新たに指名した駐ローマ大使を追放処分にすると明らかにした。一方で外交関係は維持する考え[56]。
- 10月6日 -  北朝鮮の複数メディア、開城工業地区にある韓国側企業が残した工場を独自に稼働させていることを明らかにした[57]。
- 10月7日 - 金正恩委員長、実妹の金与正や牡丹峰楽団楽長・玄松月らを朝鮮労働党中央委員会政治局員候補に任命した[58]。
- 10月9日 - 国連安保理の北朝鮮制裁委員会、国連の制裁決議で禁止されている物品を輸送していたとして、今月5日付で北朝鮮船籍含む船舶4隻を対象に世界中の港への入港を禁止する処置を発動[59]。
- 10月10日
  - 先月23日に引き続き、グアム・アンダーセン空軍基地から飛来したB-1戦略爆撃機が朝鮮半島上空に展開し、韓国空軍のF-15戦闘機2機と共同訓練を実施[60]。
  - 韓国、2016年9月に韓国軍の国防統合データセンターに北朝鮮のハッカーによる不正アクセスがあり、外部インターネット網と内部用イントラネットに侵入され235ギガバイト分の軍事情報が流出。その中には北朝鮮主導部殺害計画、「斬首作戦」を含む米韓軍事作戦計画、「作戦計画5015」も含まれていた[61]。
- 10月11日 - オーストラリア政府が、来月上旬に自国での試合を予定していたサッカーU19の北朝鮮代表メンバーに入国ビザを発給しないことを決めた。同国政府は北朝鮮の核・ミサイル開発を理由としている[62]。
- 10月12日 - アラブ首長国連邦、北朝鮮の国民に対する査証の新規発行と、北朝鮮企業への免許の新規発行を停止すると発表[63]。
- 10月21日 - アメリカのオンラインニュースレター、ネルソン・リポート（英語版）は複数の米政府高官が、米軍による北朝鮮への軍事行動の可能性を深刻に捉えるべきだと警告し、「韓国からの個人資産の移動」を勧めていると伝えた[64]。
- 10月31日 - 韓国中央日報、先週朝鮮人民軍偵察総局の工作員数名が金漢率暗殺に向けて中国入りしていたが、彼らの一部が中国国家安全部に拘束されたと報道[65]。

### 11月
- 11月3日 - トランプ大統領、アジア歴訪の第2の訪問国である韓国烏山空軍基地に到着。平沢市ハンフリーズ基地で文在寅大統領の出迎えを受けた。文大統領は夜の晩餐会で、李容洙を招待してトランプ大統領に面会させたり、夕食メニューに「独島産のエビ」を使用したという料理を出すなど、慰安婦問題や竹島問題で日本を牽制する姿勢を見せた。翌日、韓国国会での演説では、「我々を侮ってはならない。試すこともならない」北朝鮮体制への批判に集中。米韓同盟の重要性をアピールするとともに、残された時間は多くないと事態の喫緊性を訴えた。その後、軍事境界線を視察する予定だったが、天候不順を理由にキャンセルし、そのまま中国に向かった[66][67][68][69]。
- 11月13日 - 板門店で北朝鮮の兵士1人が小型軍用車両で共同警備区域に侵入。軍事境界線を越えて韓国側に亡命を試みるも、排水口に車輪が嵌り動けなくなったので車を降りて境界線を越えた。その際、北朝鮮側からの銃撃を受けて境界線から50メートルほどの場所で倒れ込み、韓国軍に救助されて病院に搬送。一時意識不明だったが、その後回復した[70]。
- 11月16日 - シンガポール、今月8日以降、北朝鮮との貿易を停止していることを発表[71]。
- 11月20日 - トランプ大統領、北朝鮮をテロ支援国家に再指定すると発表。2008年に指定解除して以来9年ぶり[72]。
- 11月25日 - 韓国、軍事情報包括保護協定(GSOMIA)の1年間延長を決定[73]。
- 11月29日 - 日本時間午前3時18分ごろ、平安南道平城市付近から日本海に向けて弾道ミサイル1発を発射。約53分間、約1千キロ飛来し、青森県西方約250キロの日本の排他的経済水域に落下したと見られる。朝鮮中央テレビは金正恩委員長の立ち会いの元、新型大陸間弾道ミサイル「火星15」の発射実験に成功したとする政府声明を発表し、「国家核戦力完成」を宣言した。到達高度が過去最高の4475キロに達するロフテッド軌道での発射であり、通常軌道ならばアメリカ東海岸を含む米全土が射程に入るとの見方が出ている[74]。

### 12月
- 12月23日 - 平壌市江南郡の一部に「江南経済特区」建設を宣言[75]